# 森樹里
森 樹里（もり じゅり、4月25日 - ）は、日本の女性声優。パワー・ライズ（合併前はトリトリオフィス）所属。新潟県出身。血液型はO型。

## 出演
太字はメインキャラクター。

### テレビアニメ
- 宇宙なんちゃら こてつくん（2022年、NHK教育テレビ）
  - 第56話 - 通行人 [2]
  - 第58話 - カステラの友だち [3]

### 劇場アニメ
- ハートの国のアリス〜Wonderful Wonder World〜（2011年、店員、女の子、サーカス団の男の子）[4]
- BanG Dream! FILM LIVE（2019年、観客）

### OVA
- グローランサーIV（2005年、子供3）
- 第13回東方M-1ぐらんぷり（2018年、摩多羅隠岐奈）
- 第14回東方M-1ぐらんぷり（2019年、摩多羅隠岐奈）

### ゲーム
時期不明
- 呪医
- ブレイブギア（パァプ）

2003年
- ファンタスティックフォーチュン2（魔法使い / 街娘 / 女の子）

2006年
- ドルアーガ・オンライン（ヤング・カイ）

2008年
- スペースインベーダー The Beat Attacker※海外向けアーケードゲーム
- ケータイ☆彼女（蜂谷みさ・ちさ）

2010年
- GAIA ATTACK4 ガイアアタック4（女性隊員 / オペレーター）※アーケードゲーム

2011年
- いざ、出陣!恋戦（侍女 / 女 / 女の子 / 姫）
- キックスルーレーサーズ（ホップ / ウォッシュ / ハリー / チンパンジー）※アーケードゲーム
- ソニックブラストヒーローズ（アナウンサー）※アーケードゲーム
- ムーンダイバー（ヒトリ / トルビー）

2012年
- マックス アナーキー（アナウンサー）

2013年
- CONCEPTIONII 七星の導きとマズルの悪夢 （ルーチェ）

2014年
- 戦国闘檄バーニングスピリッツ（お市）
- ウチの姫さまがいちばんカワイイ（黒巫女姫 猫影ミミコ）
- テイマーズダンジョン（アヌビス）

2015年
- 憂世ノ志士・憂世ノ浪士
- アスディバインディオス（調和の精霊 フレイヤ）
- アスディバインメナス（ネメシス）
- 不思議のクロニクル 振リ返リマセン勝ツマデハ
- アルフヘイムの魔物使い（エムプーサ）
- マギアブレイク

2016年
- サウザンドメモリーズ（キルステン）

2017年
- 幻獣姫（メリュジーヌ）

2018年
- 式姫転遊記（麒麟）
- 23/7 トゥエンティ スリー セブン
- 結城友奈は勇者である 花結いのきらめき
- SPEED WITCH BATTLE 白の魔女と五つの希望（マサシ、エルマ）

2019年
- モンスターストライク（2019年 - 2024年、オスカー、項燕、崑麗、エンプレス・オーロニー、リップレー）

2021年
- うみねこのなく頃に咲 〜猫箱と夢想の交響曲〜

### ドラマCD
時期不明
- 伍法伝神楽 鬼譚（花羅）
- ツァイト・クライス〜蘇りの聖杯 ※TECH Win付属CD

2003年
- Poisson d’Avril ポワソン・ダヴリル シリーズ（右手菜あすみ）
  - ポワソン・ダヴリル ※ゲームHUNTING THE GOWK Poisson d’Avril付属CD
  - ポワソン・ダヴリル 〜magie マージ〜（2004年）

2004年
- グローランサーIV

2008年
- おと×まほ（女生徒）

### 吹き替え

#### 海外アニメ
- 春のメリー（2010年、メリー）
- 冬のレオン（2010年、メリー）

### 舞台
- 夢の中の温泉
- JINSEI GAME
- 神風
- むなしき空に

### その他
- パチンコ「CRマーベルヒーローズ」
- パチンコ「CRフルアヘッド! ココ」（ミルカ）
- 埼玉県りそな銀行時報CM
- オンラインゲーム「りっく☆じあーす」（目達原楓、相浦真夏、C1 アリエテ、野外炊具1号）